# Chram

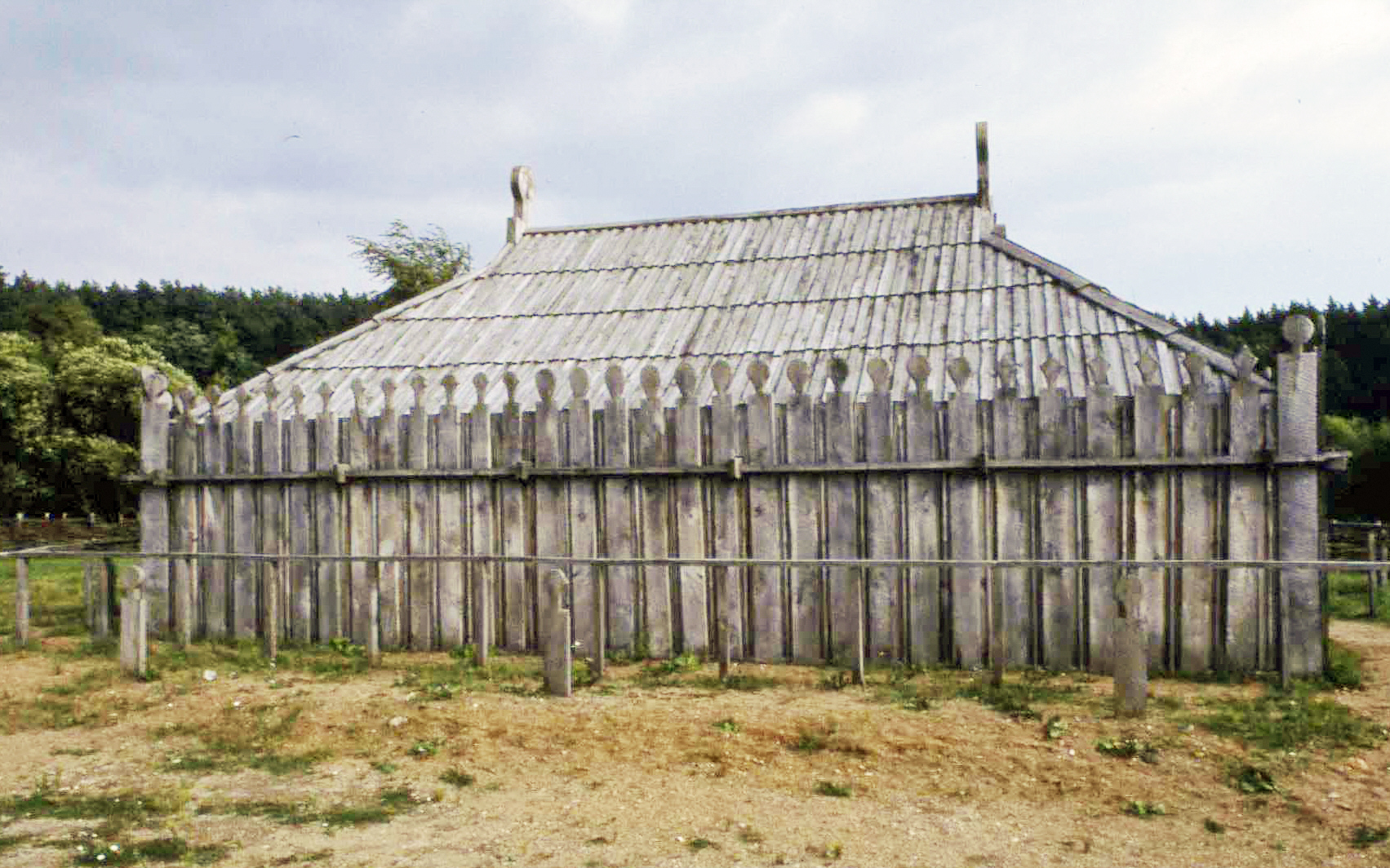
Rekonstrukcja kąciny Słowian połabskich w Niemczech – Gross Raden

Chram (także kącina, kupiszta; neologizmy: kontyna, gontyna) – typ budowli sakralnej w religii Słowian. Miejsce spotkań, modlitw, nabożeństw i wróżb, którego rolę pierwotnie pełniły poświęcone kultowi drzew oraz sił przyrody gaje – słowiańskie odpowiedniki świętych gajów w innych kulturach.

## Etymologia
W językach: ukraińskim, rosyjskim, białoruskim, czeskim, bułgarskim chram nadal jest powszechnie lub zamiennie używanym określeniem świątyni. Słowo gontyna jest neologizmem, wyrazem sztucznym, stworzonym ok. 1860 r. przez Bronisława Trentowskiego, fałszywie odtworzone przez adideację do słowa gont z kronik niemieckich z XII wieku.
Określenia chram w języku polskim używa się również w odniesieniu do japońskich obiektów sakralnych shintō dla odróżnienia od świątyń buddyjskich.

## W Polsce
Zasadniczo w środowiskach badawczych przyjęto tezę, iż na terenach obecnej Polski tzw. pogaństwo słowiańskie (z powodu chrztu Polski) nie rozwinęło się na tyle, by wykształcić znaczącą warstwę kapłańską czy też by wznosić budowle sakralne. O ile niewykształceniu się warstwy kapłańskiej przeczyć mogą poniekąd badania językoznawcze (choćby takich terminów jak żerca czy wołchw), o tyle brak śladów budowy świątyń na terenach obecnej Polski niektóre środowiska tłumaczą przeprowadzaną stosunkowo wcześnie i bezkompromisowo chrystianizacją. Według zwolenników istnienia pogańskich świątyń we wczesnym średniowieczu ich brak czyniłby te ziemie swego rodzaju ewenementem zakładając, że takowe spotykano u Słowian Zachodnich – m.in. w Szczecinie i Wolinie, a nawet wschodnich). Potwierdzenia tej tezy, wraz z rozwojem nauki, doszukują się oni w najnowszych badaniach archeologicznych (szczególnie w tych miejscach przeprowadzanych badań archeologicznych, gdzie na terenie Polski lokalizację kącin sugerowały wcześniej liczne podania i legendy związane choćby z historią polskich miast lub wręcz chrześcijańskich sanktuariów – np. kościół w łódzkich Mileszkach – kiedy to wówczas szczycono się wręcz niszczeniem pogańskich chramów i budowaniem w tym miejscu świątyń chrześcijańskich). O ile istnienie słowiańskich budowli sakralnych we wczesnym średniowieczu jest dalece dyskusyjne, o tyle nie ulega wątpliwości, że obok cieszących się zdecydowanie większą popularnością tzw. Świętych Gajów, w okresie późniejszym (wzorem praktyk chrześcijańskich) powstawać zaczęły chramy takie, jak choćby ten wzniesiony na Śląsku w latach 30. XI wieku, w trakcie reakcji pogańskiej.
Najbardziej znana kącina i zarazem główny ośrodek kultu Świętowita mieściła się w Arkonie na Rugii. W świątyni znajdował się ogromnych rozmiarów czterogłowy, drewniany posąg Świętowita z rogiem obfitości w dłoniach. Corocznie (w święto Libacji) róg ów napełniano nowym winem lub miodem, a z ubytku trunku przewidywano pomyślność przyszłych zbiorów. Kupiszta pełniła też rolę wyroczni w innych dziedzinach życia plemiennego – po zachowaniu konia poświęconego bóstwu, określano np. przebieg planowanych wypraw wojennych. W mniej istotnych kwestiach żercy (kapłani) do odczytywania przyszłości posługiwali się rzucaniem losów lub jeszcze innymi praktykami magicznymi. W Arkonie funkcjonował także świątynny skarbiec pełniący funkcję skarbu publicznego Rugian. Zarówno skarbiec jak i sam chram strzeżony był przez specjalnie do tego wyszkoloną tzw. Drużynę Boga liczącą 300 konnych.
A tak świątynię opisywał Józef Ignacy Kraszewski w Starej baśni:
Leży kontyna na wyspie zewsząd wodą otoczonéj jak Lednica nasza, długa hać i mosty prowadzą do niéj, a gdyś już na ląd wszedł, dziewięć bram przebywać musisz, a do każdéj z nich pukać i prosić się, bo u każdéj stróż stoi czujny dniem i nocą, a pyta cię i opatruje. Nie puszczają zaś więcéj jak trzech na raz (pisownia oryginalna - przypis wikipedysty) do chramu. Kontyna stoi na podwyższeniu, z trojgiem wrót w tynach co ją otaczają, z których dwoje się tylko otwiera, a trzecie tajemne do wody prowadzą... Bóstwo stoi całe złocone w koronie na głowie, na rogach jeleni i kozłów, misternie wywyższone pod dachem purpurowym, ze słupy malowanemi, a obok niego łoże jego królewskie purpurą zasłane...

### Współcześnie

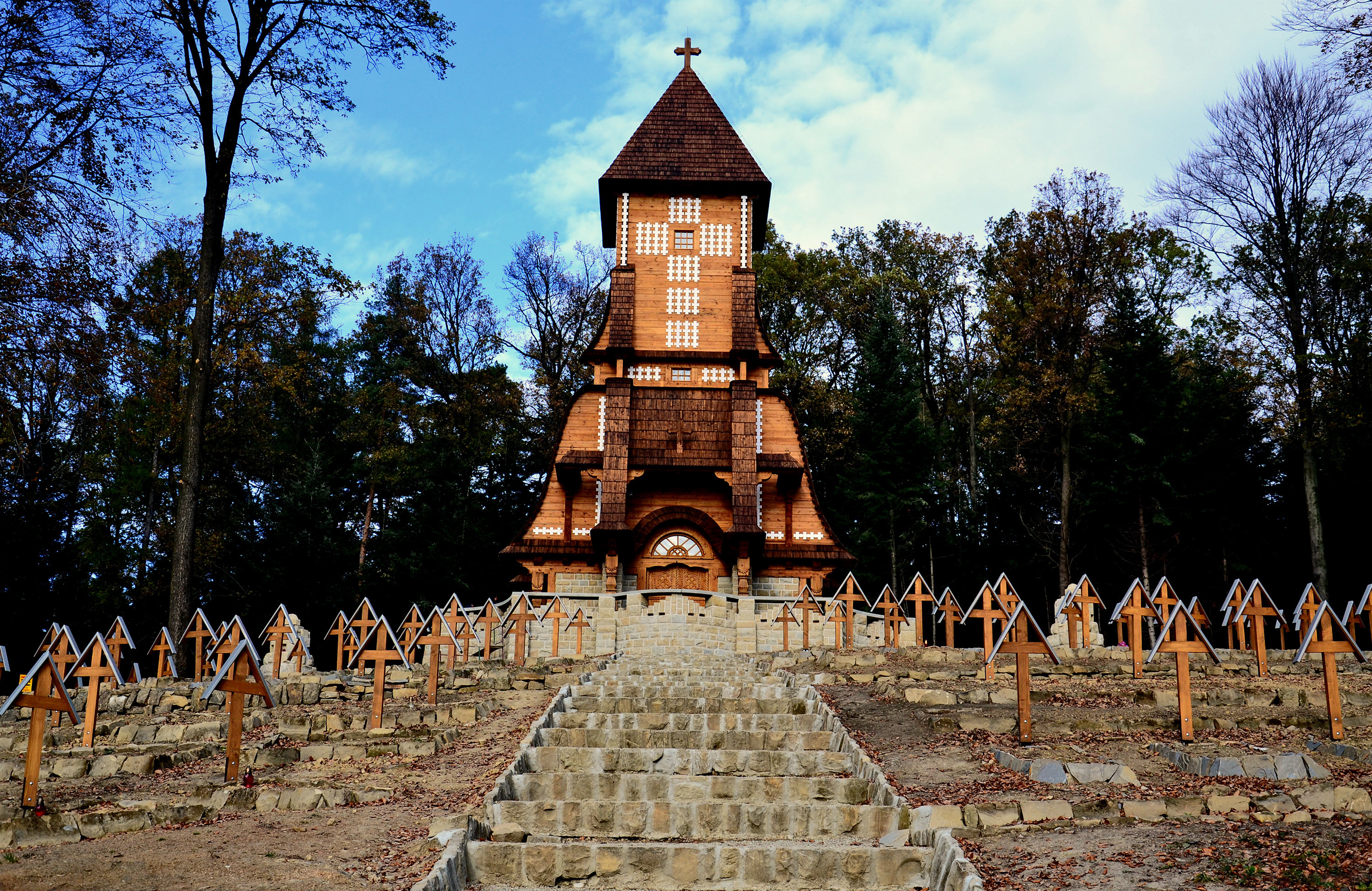
Gontyna w Łużnej – kaplica cmentarna na Cmentarzu Wojennym nr 123 projektu Dušana Jurkoviča, będąca próbą syntezy budownictwa ludowego Karpat i stylu starosłowiańskiego

W południowej Polsce, w powiecie gorlickim w gminie Łużna na Wzgórzu Pustki na terenie Cmentarza wojennego nr 123 znajduje się drewniana kaplica cmentarna, zwana gontyną. Powstała pierwotnie po ustaniu walk I wojny światowej w 1917 r. w oparciu o projekt Dušana Jurkoviča, który lubił mieszać styl budownictwa ludowego Karpat ze stylem starosłowiańskim. Unikatowa gontyna spłonęła w 1985 r., ale została wiernie odbudowana w 2014 r. Jest kluczowym elementem nekropoli a zarazem unikatowym zabytkiem w skali Europy. Widoczna jest z drogi wojewódzkiej 977.
W 2016 r. Wspólnota Rodzimowierców „Watra” rozpoczęła zbiórkę na budowę we Wrocławiu pierwszego w Polsce od czasów średniowiecza słowiańskiego chramu i centrum kultury słowiańskiej. Podobny projekt realizowany jest od 2015 r. przez Rodzimy Kościół Polski, którego I etap z sukcesem zakończony został w 2022 r. zakupem ziemi na własność związku wyznaniowego. W ramach II etapu projektu „Rodzimowiercy na swoim” związek gromadzi środki z przeznaczeniem na budowanie rodzimowierczej świątyni w Barchowie.